# Springboro

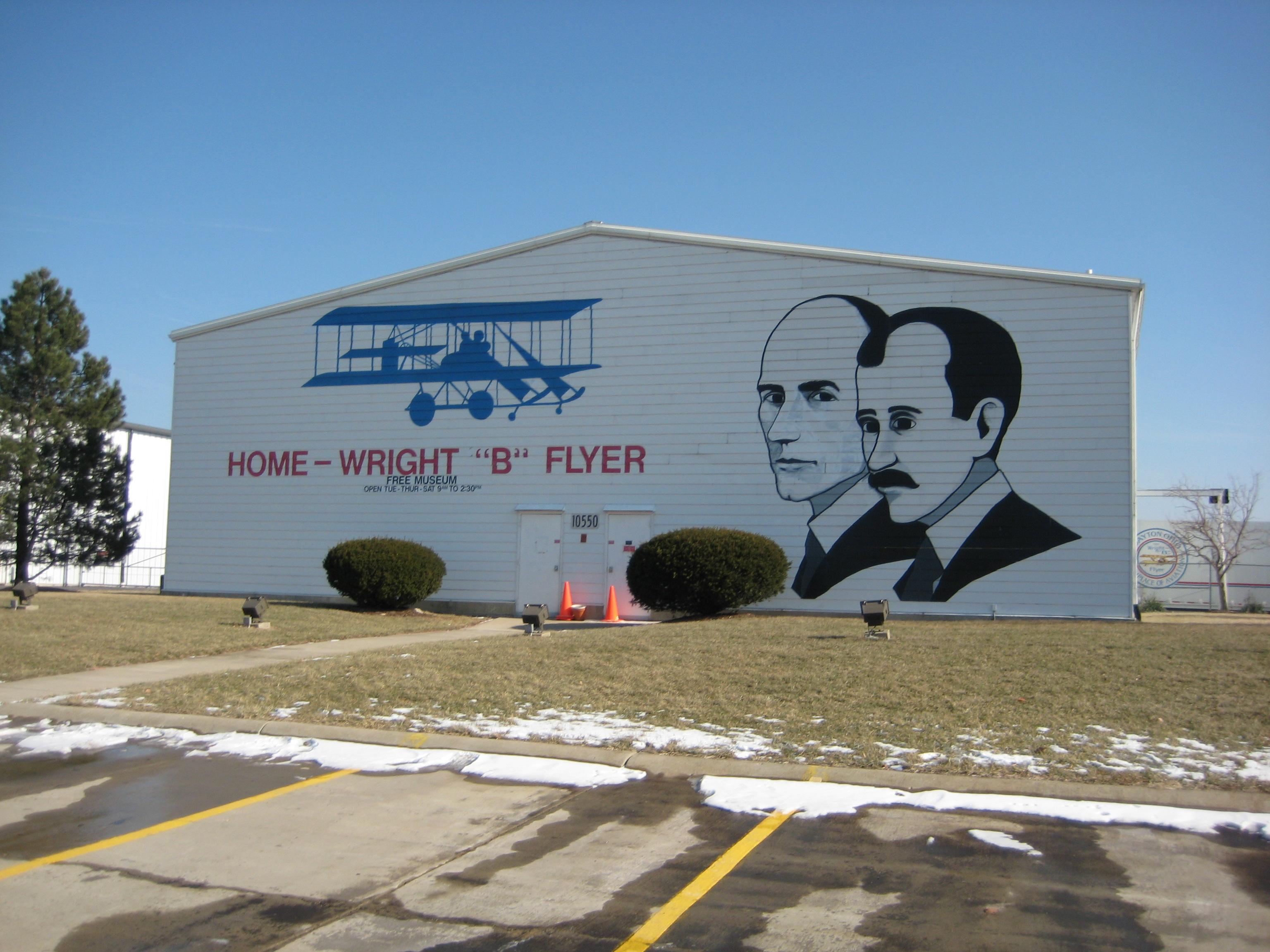
Wright B Flyer Museum

Springboro ist eine City in Warren und Montgomery County im US-Bundesstaat Ohio. Das U.S. Census Bureau ermittelte bei der Volkszählung 2020 eine Einwohnerzahl von 19.062.
Nachdem erste Siedler sich bereits 1796 niedergelassen hatten, wurde Springboro 1815 unter dem Namen "Springborough" offiziell durch Jonathan Wright, einen Verwandten der Gebrüder Wright, gegründet. Die Stadt war durch die Religionsgemeinschaft der Quaker geprägt.

## Sehenswürdigkeiten
Im Ort befindet sich das Wright-B Flyer Museum. Hauptattraktion ist eine Replik des zweiten Flugzeugs der Gebrüder Wright.